# Víctor Nieto Alcaide
Víctor Manuel Nieto Alcaide (Madrid, 1 d'abril de 1940) és un historiador de l'art, director del Departament d'Història de l'Art de la UNED i membre de la Reial Acadèmia de Belles Arts de Sant Ferran.
A mitjan dècada de 1960 va col·laborar en la revista Artes.

## Premis
L'any 1999 i per la seva obra La vidriera española. Ocho siglos de luz de l'editorial Nerea, va obtenir el Premio Nacional de Historia de España, concedit pel Ministeri d'Educació i Cultura i dotat amb dos milions i mig de pessetes.

## Obres (selecció)
- La vidriera española: ocho siglos de luz.  Editorial Nerea, 1998. ISBN 84-89569-23-1.
- El Arte del renacimiento.  Historia 16, Información e Historia, S.L., 1996. ISBN 84-7679-307-3.
- Víctor Manuel Nieto Alcaide, Fernando Checa Cremades. El Renacimiento: formación y crisis del modelo clásico.  Ediciones Istmo, 1980. ISBN 84-7090-108-7.
- La luz, símbolo y sistema visual: (el espacio y la luz en el arte gótico y del Renacimiento).  Cátedra, 1978 Madrid. ISBN 84-376-0125-8.